# Open de Zhangjiagang de snooker 2012
L'Open de Zhangjiagang 2012 est un tournoi de snooker classé mineur, qui s'est déroulé du 18 au 22 juin 2012 au Sports Center de Zhangjiagang en Chine. Il est sponsorisé par la société Chinoise Guotai Liquor.

## Déroulement
Il s'agit de la première épreuve du championnat européen des joueurs, une série de tournois disputés en Europe (10 épreuves) et en Asie (3 épreuves), lors desquels les joueurs doivent accumuler des points afin de se qualifier pour la grande finale à Galway. Il s'agit également du tout premier tournoi à être tenu en Asie et à faire partie du circuit des joueurs.
L'événement compte un total de 81 participants dont 64 ont atteint le tableau final. Le vainqueur remporte une prime de 10 000 £.
Lors d'une finale 100% Anglaise, Stuart Bingham remporte le tournoi en battant Stephen Lee en manche décisive, sur la dernière bille noire,. Bingham déclare être très satisfait d'être d'ores et déjà qualifié pour la grande finale, lui qui n'y était pas parvenu la saison passée. Les deux joueurs les mieux classés ont été éliminés assez prématurément, puisque Mark Williams a perdu au 3e tour contre son compatriote Michael White et que Stephen Maguire s'est fait battre 4 manches à 0 au 1er tour par un joueur amateur Chinois.

## Dotation
La répartition des prix est la suivante :
- Vainqueur : 10 000 £
- Finaliste : 5 000 £
- Demi-finaliste : 2 500 £
- Quart de finaliste : 1 500 £
- 8èmes de finale : 1 000 £
- 16èmes de finale : 600 £
- Deuxième tour : 200 £
- Dotation totale : 50 000 £

## Phases finales
|  | Quarts de finale au meilleur des 7 manches | Quarts de finale au meilleur des 7 manches | Quarts de finale au meilleur des 7 manches |             |               | Demi-finales au meilleur des 7 manches | Demi-finales au meilleur des 7 manches | Demi-finales au meilleur des 7 manches |  |  | Finale au meilleur des 7 manches | Finale au meilleur des 7 manches | Finale au meilleur des 7 manches |
|  |                                            |                                            |                                            |             |               |                                        |                                        |                                        |  |  |                                  |                                  |                                  |
|  |                                            | Michael White                              | 4                                          |             |               |                                        |                                        |                                        |  |  |                                  |                                  |                                  |
|  |                                            | Zhang Anda                                 | 3                                          |             |               |                                        |                                        |                                        |  |  |                                  |                                  |                                  |
|  |                                            | Zhang Anda                                 | 3                                          |             | Michael White | 2                                      |                                        |                                        |  |  |                                  |                                  |                                  |
|  |                                            |                                            |                                            |             | Michael White | 2                                      |                                        |                                        |  |  |                                  |                                  |                                  |
|  |                                            |                                            | Stuart Bingham                             | 4           |               |                                        |                                        |                                        |  |  |                                  |                                  |                                  |
|  |                                            | Stuart Bingham                             | Stuart Bingham                             | 4           | 4             |                                        |                                        |                                        |  |  |                                  |                                  |                                  |
|  |                                            | Stuart Bingham                             |                                            |             | 4             |                                        |                                        |                                        |  |  |                                  |                                  |                                  |
|  |                                            | Ding Junhui                                | 3                                          |             |               |                                        |                                        |                                        |  |  |                                  |                                  |                                  |
|  |                                            |                                            |                                            |             |               |                                        |                                        |                                        |  |  |                                  | Stuart Bingham                   | 4                                |
|  |                                            |                                            |                                            | Stephen Lee | 3             |                                        |                                        |                                        |  |  |                                  |                                  |                                  |
|  |                                            | Stephen Lee                                | 4                                          |             |               |                                        |                                        |                                        |  |  |                                  |                                  |                                  |
|  |                                            | Tian Pengfei                               | 2                                          |             |               |                                        |                                        |                                        |  |  |                                  |                                  |                                  |
|  |                                            | Tian Pengfei                               | 2                                          |             | Stephen Lee   | 4                                      |                                        |                                        |  |  |                                  |                                  |                                  |
|  |                                            |                                            |                                            |             | Stephen Lee   | 4                                      |                                        |                                        |  |  |                                  |                                  |                                  |
|  |                                            |                                            | Chen Zhe                                   | 2           |               |                                        |                                        |                                        |  |  |                                  |                                  |                                  |
|  |                                            | Chen Zhe                                   | Chen Zhe                                   | 2           | 4             |                                        |                                        |                                        |  |  |                                  |                                  |                                  |
|  |                                            | Chen Zhe                                   |                                            |             | 4             |                                        |                                        |                                        |  |  |                                  |                                  |                                  |
|  |                                            | Ben Woollaston                             | 0                                          |             |               |                                        |                                        |                                        |  |  |                                  |                                  |                                  |

## Finale
| Finale au meilleur des 7 manches Arbitre : ???      |                          |                        |
| Stuart Bingham Angleterre                           | 4 - 3 ( - )              | Stephen Lee Angleterre |
| 0 67                                                | Centuries Meilleur break | 0 87                   |
| Stuart Bingham remporte l'Open de Zhangjiagang 2012 |                          |                        |